# Gordon
Gordon（ゴードン）は、日本の男女ロックユニット。
所属レコード/共同マネジメント制作会社はasherads。

## メンバー
con
ボーカル / ギター担当。GordonのグッズやCD/デジタルシングルジャケットなどのアートワークも手がける。愛機は"Gibson SG Melody Maker Pelham Blue"
anmitsu
ギター / コーラス担当。リフ職人。Gordonの作曲を全般手がける。愛機は"1969 Gibson Les Paul Deluxe"

## 略歴
2018年12月始動と同時に「Acoustic EP」をライブ会場限定にて発売。初期はアコースティックギターでの弾き語りにて活動
2019年4月には「Acoustic EP」SOLD OUT。その後は、サポートを加えバンドセットで活動。名古屋栄にてストリートライブをおこいはじめ、現在に至るまで勢力的にストリートライブ活動中。
2019年7月に「vs.EP」、2020年4月に「MOON EP」をライブ会場限定にてリリース。
2020年11月から2021年9月の間にデジタルシングル「Warp/amber」、「Drive」 、「俗」を4曲リリース。東海地区の人気FM局「ZIP-FM」のオンエアフォローもあり、アルバム収録曲「Warp」「Drive(ICEのカバー曲)」「俗」は、ZIP-FMのオフィシャルチャート「ZIP HOT100」でも上位にランクイン。
2021年9月には自主企画2マンライブを開催。約2年ぶりのライブハウスでのライブをおこない、チケットはソールドアウト。
2022年1月19日に、自身1stアルバムとなる「INFLAME」をリリース。リリースに向けアルバムリード曲の「INFLAME」と、アルバムの最後を飾る「13」のミュージックビデオを公開。
2022年3月~5月に、1st album " INFLAME " Release tour 開催を開催。東名阪とライブハウスをまわり、ツアーファイナルにell.SIZEワンマンライブをおこない、チケットはソールドアウト。大盛況の中ツアーをおさめる。

## ディスコグラフィー

### 配信限定シングル
| #   | 発売日        | ジャケット | タイトル   | 規格                   | レーベル | 収録CD  |
| --- | ------------- | ---------- | ---------- | ---------------------- | -------- | ------- |
| 1st | 2020年11月6日 |            | Warp/amber | デジタル・ダウンロード | ZIP NEXT | INFLAME |
| 2nd | 2021年5月17日 |            | DRIVE      | デジタル・ダウンロード | ZIP NEXT | INFLAME |
| 3rd | 2021年8月18日 |            | 俗         | デジタル・ダウンロード | ZIP NEXT | INFLAME |

## ミュージックビデオ
| 公開日 | 公開日   | 曲名         | 制作・監督                       |
| ------ | -------- | ------------ | -------------------------------- |
| 2019年 | 9月9日   | スローダンス | asherads/Yuki Saito              |
| 2020年 | 11月5日  | Warp         | asherads/Yuki Saito              |
| 2021年 | 5月24日  | DRIVE        | asherads/Yuki Saito              |
| 2021年 | 8月17日  | 俗           | asherads/Yuki Saito              |
| 2021年 | 11月23日 | 13           | asherads/Yuki Saito・Sayaka Imai |
| 2022年 | 1月18日  | INFLAME      | Akio Iida                        |

### 動画
1. ↑   Gordon「スローダンス」 Official Music Video
2. ↑   Gordon 「Warp」 Official Music Video
3. ↑   Gordon「DRIVE」Official Music Video
4. ↑   Gordon「俗」Official Music Video
5. ↑   Gordon「13」Official Music Video
6. ↑   Gordon「INFLAME」Official Music Video